# Штуккарт, Вильгельм
Ви́льгельм Шту́ккарт (нем. Wilhelm Stuckart; 16 ноября 1902, Висбаден — 15 ноября 1953, близ Ганновера) — государственный деятель нацистской Германии, статс-секретарь Имперского министерства науки, искусств и народного образования (3 июля 1934 года — 14 ноября 1934 года), статс-секретарь Имперского и Прусского министерств внутренних дел (30 июня 1936 года — 30 апреля 1945 года), исполняющий обязанности рейхсминистра внутренних дел и рейхсминистра науки, воспитания и народного образования (3 мая — 23 мая 1945 года), обергруппенфюрер СС (30 января 1944 года), доктор права (1928).

## Биография

### Карьера и политическая деятельность во времена Веймарской республики
Сын железнодорожного служащего. Получил юридическое образование во Франкфуртском и Мюнхенском университетах. В 1919—1922 годах — руководитель молодёжной группы Немецкой национально-народной партии в Висбадене. За выступления против французов в 1923 году дважды арестовывался. В декабре 1922 года вступил в НСДАП (повторно 1 декабря 1930 года; билет № 378 144). В 1923—1924 годах работал в банке. С 9 декабря 1930 года занимал должность окружного судьи в Рюдехсхайме, с 9 марта 1931 года — в земельном суде в Висбадене. В феврале 1932 года был обвинён в оказании содействия НСДАП и 6 февраля уволен с государственной службы, работал адвокатом в Штеттине. 15 марта 1932 года вступил в СА. В 1932 году руководил созданием отрядов СС и СА в Померании.

### На высших постах в эпоху нацистской Германии
После прихода НСДАП к власти с 12 марта 1933 года — член Померанского провинциального ландтага, с 4 апреля по 15 мая 1933 года исполнял обязанности 1-го бургомистра Штеттина. Затем переведен в Прусское министерство науки, искусств и народного образования, где 15 мая 1933 года получил ранг министериальдиректора и был назначен начальником школьного отдела, с 30 июня 1933 года — статс-секретарь. С 15 сентября 1933 года прусский государственный советник. 13 сентября 1936 года вступил в СС (билет № 280 042).
С 3 июля 1934 года — статс-секретарь Имперского министерства науки, искусств и народного образования, созданного на базе прусского министерства. Почти сразу же вступил в конфликт с рейхсминистром Бернгардом Рустом и его ближайшим окружением и 14 ноября 1934 года был уволен в отставку. С 1 февраля 1935 года — президент Верхнего земельного суда в Дармштадте. 11 марта 1935 года назначен начальником управления по делам конституции и законодательства Имперского министерства внутренних дел (возглавлял его до мая 1945 года). Считался одним из лучших юристов рейха. Фанатичный расист, один из авторов официальных комментариев к антиеврейским Нюрнбергским законам 1935 года. С 30 июня 1936 года одновременно был статс-секретарём по вопросам администрации и права Имперского и Прусского министерства внутренних дел, руководитель группы юристов административного права в Национал-социалистическом союзе юристов. В марте 1936 года также стал председателем «Имперского установления по защите германской крови» («Reichsausschusses zum Schutze des deutschen Blutes»), 2 сентября 1936 года — председателем секции административного права Академии германского права, 1 апреля 1937 года — президентом Германской секции Международного института административного права в Брюсселе. Сфера компетенций Штуккарта в Имперском МВД постоянно расширялась, и к 1943 году в его подчинении находились ключевые вопросы деятельности министерства: гражданская оборона, администрация, кадры, коммунальное хозяйство. Ведал вопросами юрисдикции правительственных учреждений, всеми вопросами гражданской службы, гражданства, расовой принадлежности.
В марте 1938 года Штуккарт составил проект документа, закреплявшего аншлюс Австрии (подписан 13 марта 1938 года), а затем документы о включении в состав рейха Судетской области, Мемеля, Данцига и т. д. С 5 сентября 1939 года по 20 августа 1943 года — уполномоченный и начальник штаба генерального уполномоченного по имперской администрации Вильгельма Фрика, одновременно с 7 декабря 1939 года — член Генерального совета по 4 летнему плану. С 30 января 1942 года в системе СС Штуккарт числился в составе Главного управления имперской безопасности (РСХА).

### Участие в Ванзейской конференции по «окончательному решению еврейского вопроса»
На состоявшейся 20 января 1942 года Ванзейской конференции по «окончательному решению еврейского вопроса» Штуккарт представлял министерство внутренних дел и выступил против поголовной депортации евреев-метисов второй степени (так называемых «евреев на четверть» (нем. Vierteljude)) и в качестве альтернативы предложил стерилизовать всех неарийцев (как гарантия против смешанных браков). 25 августа 1943 года Штуккарт был назначен представителем рейхсминистра внутренних дел Генриха Гиммлера по вопросам имперской администрации.

### Рейхсминистр воФленсбургском правительствеДёница
После смерти Гитлера в кабинете его преемника Карла Дёница с 3 мая 1945 года приступил к исполнению обязанностей рейхсминистра внутренних дел, а также рейхсминистра науки, воспитания и народного образования. Вместе с другими членами правительства арестован 23 мая 1945 года.

### Ответственность после войны
После войны Штуккарт был привлечён к суду Американского военного трибунала по делу Вильгельмштрассе и 11 апреля 1949 года приговорён к 3 годам 10 месяцам и 20 дням тюремного заключения. В январе 1951 года освобождён, жил в Западном Берлине.

### Жизнь и карьера в Федеративной Республике Германии
В молодой Федеративной Республике Германия Штуккарт быстро стал делать карьеру. Так, он стал управляющим делами Института содействия развитию экономики Нижней Саксонии. В 1950 году в ходе денацификации Штуккарт был квалифицирован как «попутчик» нацистов. В 1952 году он был приговорён судебной палатой Западного Берлина к штрафу в размере 50 тыс. марок. Помимо прочего Штуккарт занялся активной политической деятельностью и 23 октября 1951 года стал председателем земельного правления «Союза лишённых родины и прав» («Bund der Heimatvertriebenen und Entrechteten») Нижней Саксонии. В 1952 году Штуккарт стал членом запрещённой неонацистской Социалистической имперской партии. 
Погиб в автомобильной аварии за день до своего 51-летия.

## В литературе и киноискусстве
Является героем двух фильмов, посвящённых Ванзейской конференции:
- «Ванзейская конференция» (1984) — в этом фильме Штуккарт резко выступает против приравнивания так называемых «евреев на четверть» (нем. Vierteljude) к полным евреям (нем. Volljude), но в остальном пассивен и никак себя не проявляет. Его категорическим противником в фильме выступает Герхард Клопфер.
- «Заговор» (2001) — в отличие от предыдущего фильма, здесь Штуккарт (Колин Фёрт) играет активную роль, пытаясь возражать против уничтожения по крайней мере отдельных групп евреев, но в конечном счёте соглашается с планом.

Является одним из второстепенных героев романа «Фатерланд» Роберта Харриса.